# グロキシニア
グロキシニア（Gloxinia / Florist's gloxinia / Brazilian gloxinia、学名：Sinningia speciosa）は、イワタバコ科の常緑または宿根多年草。和名はオオイワギリソウ（大岩桐草）。鉢植えなど園芸植物として、温室栽培される。
元々はグロキシニア属に分類されていたが、グロキシニア属が再編されたのに伴ってオオイワギリソウ属へ編入された。このため、今でも「グロキシニア」と呼ばれることが多いが、現在のグロキシニア属は Gloxinia perennis など5種のみであり、本種のように栽培される機会は少ない。

## 特徴
原産はブラジル。熱帯雨林の下草として自生していた植物を改良した種である。不定形の塊茎をもち、草丈は20cmくらい、根生葉（ロゼット）はへら形または倒卵形で大きく、茎に対生する葉は長楕円形で、天鵞絨のような柔らかい毛が密生している。花は適温が維持できればいつも咲くが、普通は6月から9月頃まで咲き、花径5～7cmくらいの漏斗形で、花色には、紅・藍色・紫・ピンクなどがあり、のどの部分が白いもの、中心に5～8曜（先が丸い星形）のマークや、深い縁取りのあるものもある。最近は八重咲きの品種も多い。

## 栽培
微細種子で、冬季に15℃以上保持できる温室がないとタネからの栽培はできないので、一般の人は、春先に売り出される球根を買うか、花付きの鉢物を買った方がよい。葉に強い光線が当たったり、水がかかったり、あるいは水やりの時に泥がはねたりすると腐ることがあるので、水やりは鉢の縁から丁寧にする。直射日光が当たらない明るい窓辺などで育てるのがよい。